# Народно военно инженерно училище
Народното военно инженерно училище е българско военноучебно заведение създадено за обучение на офицери от Инженерни войски.

## История
Военноучебното заведение е създадено през 1930 г. като инженерен отдел от Школата за ротни, батарейни и ескадронни командири (ШРБЕК). През 1933 г. става самостоятелно и е преименувано на Инженерна школа. В периода от 1939 до 1942 г. се именува Инженерно-свързочна школа, след което до 1950 г. отново е под името Инженерна школа. През 1950 г. школата е преименувана на Народно военно инженерно училище. Съгласно заповед на МНО № 0235 от 1 ноември 1954 г. училището се слива с Народното военно свързочно училище и образува Народно военно инженерно-свързочно училище.

## Наименования
- Инженерен отдел от ШРБЕК (1930 – 1933)
- Инженерна школа (1933 – 1939)
- Инженерно-свързочна школа (1939 – 1942)
- Инженерна школа (1942 – 1950)
- Народно военно инженерно училище (1950 – 1954)

## Началници
- Полковник Тодор Илчев Радев към 1946
- Полковник Велислав Янев
- Подполковник Петко Цилов към 1952